# Aleksander Hilary Potulicki
Aleksander Hilary Potulicki herbu Grzymała (ur. 1722 w Więcborku, zm. po 1783 tamże) – starosta borzechowski od 1748 i nowosielski od 1760, pułkownik wojsk JKM od 1752, generał major wojska koronnego JKM od 1757, dziedziczny hrabia od 1753, kawaler Orderu Orła Białego od 1763.
Syn Józefa Remigiana i Zofii z Działyńskich, z małżeństwa z Eleonorą Teresą z Potockich miał syna Michała Bonawenturę. Z drugą żoną, Teofilą z Działyńskich, potomstwa nie miał.
Właściciel Więcborka i dóbr więcborskich, gdzie miał swój zamek, a także dóbr: Sępólno, Ślesin, Samsieczno, Potulice, Mrocza (Nakło), Głęboczek, Żurczyn, Rogalin (Bydgoszcz), Raczyn, Drausnitz, Ogorzeliny (Chojnice).
Pochowany jest w Więcborku w wybudowanym przez siebie kościele rzymskokatolickim, gdzie znajduje się jego epitafium z podobizną.